# Ernst Klett (Verleger, 1911)

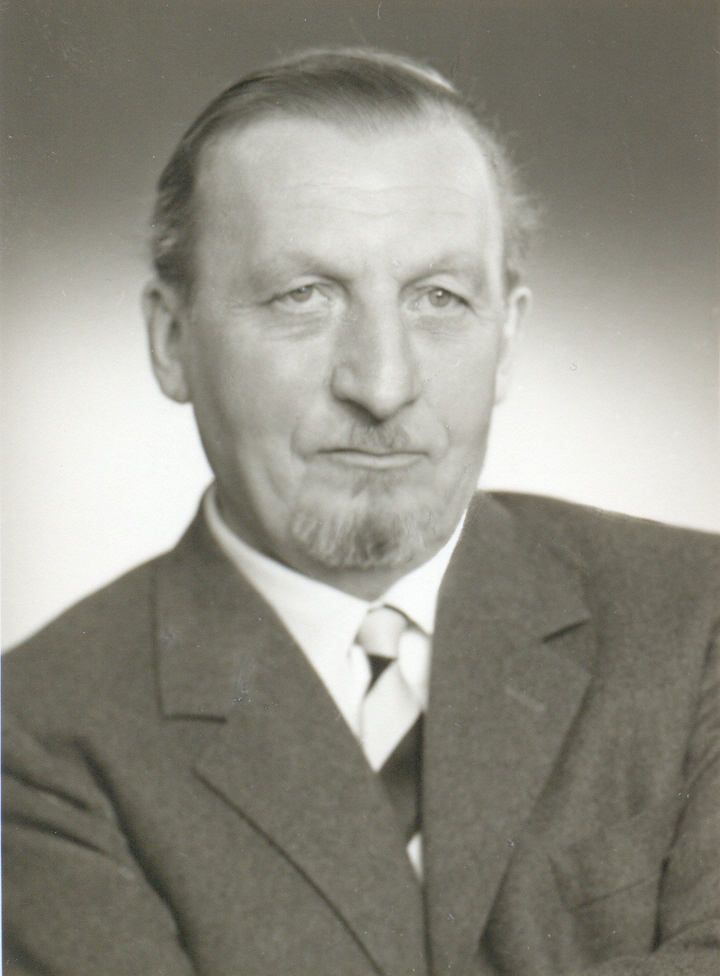
Ernst Klett 1973

Ernst Klett (* 7. Juli 1911 in Stuttgart; † 28. Januar 1998 ebenda) war ein deutscher Verleger und Autor. Er war wesentlich am Aufbau des Ernst Klett Verlags beteiligt.

## Leben
Ernst Klett jr. wurde als jüngstes Kind des Verlegers Ernst Klett des Älteren in Stuttgart geboren. Er hatte sechs Geschwister.
1930 begann Klett ein Jura- und Volkswirtschaftsstudium in Königsberg, später folgte eine Buchhändlerlehre bei der Buchhandlung Hinrichs in Leipzig. Er absolvierte Volontariate und ging kleineren Anstellungen in Buchhandlungen und Verlagen nach. 1936 trat er in das Familienunternehmen ein, das zum damaligen Zeitpunkt vor allem eine Druckerei mit einem kleinen Verlag war. Er begann den Verlagsbereich schrittweise auszubauen und leitete damit die Entwicklung zum späteren Ernst Klett Verlag ein.
Während der Kriegsjahre lagen die Verlagsgeschäfte brach. Klett wurde Anfang des Zweiten Weltkriegs bei der Panzerersatzabteilung in Böblingen zum Dienstantritt eingezogen und an die russische Front versetzt. Während des Krieges wurden drei seiner fünf Kinder geboren.

Nach Kriegsende im Jahr 1945 widmete sich Ernst Klett schnell wieder dem Verlagswesen. Als eines der ersten Unternehmen bekam die Firma Klett mit Sitz in der Rotebühlstraße im November 1945 die Lizenz der amerikanischen Militärregierung, die Verlags- und die Druckereigeschäfte wieder aufzunehmen.

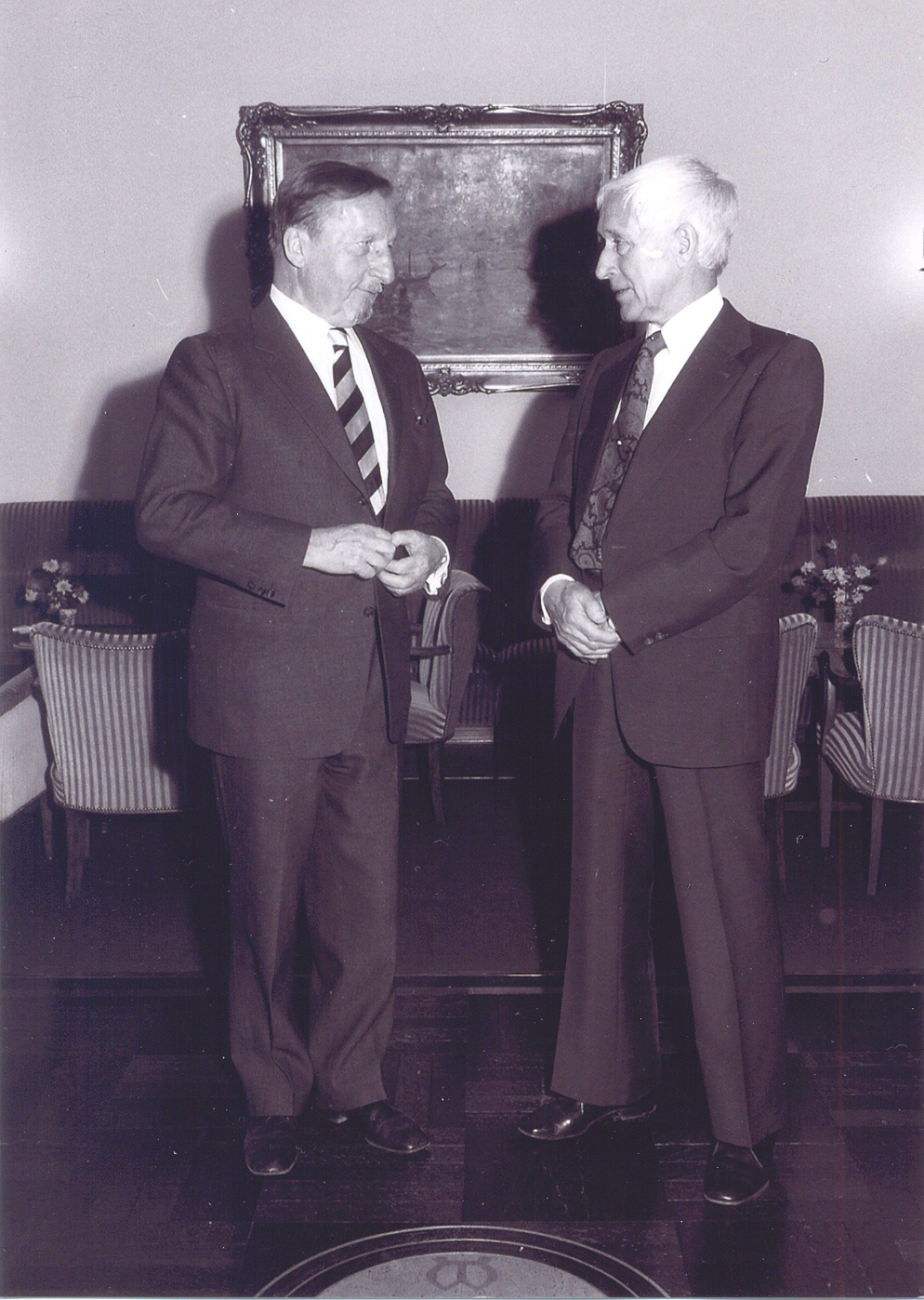
Klett und Ernst Jünger 1984

Kontakte pflegte er unter anderem zu Alexander Mitscherlich, Hartmut von Hentig, Golo Mann und Ernst Jünger. Mit Jünger hielt er eine jahrelange Brieffreundschaft. Von 1971 bis 1974 war Klett Vorsteher des Börsenvereins des deutschen Buchhandels und Beirat des Verbands der Schulbuchverlage, dessen stellvertretender Vorsitzender er bis 1981 war.
Zu seinem 65. Geburtstag im Jahre 1976 zog sich Klett vom Verlagsgeschäft zurück und übergab die Führung des Verlags an seine beiden Söhne Thomas und Michael Klett.
Ernst Klett starb am 28. Januar 1998 in Stuttgart.

## Ehrungen
- 7. Juli 1971: Ehrendoktor der philosophischen Fakultät der Universität Würzburg
- 30. Dezember 1971: Das Große Verdienstkreuz des Verdienstordens der Bundesrepublik Deutschland
- 1. Oktober 1974: Ehrenprofessor des Landes Baden-Württemberg
- 18. Juni 1977: Friedrich Perthes-Medaille des Deutschen Buchhandels
- 7. Juli 1981: Comenius-Medaille
- 4. Mai 1985: Verdienstmedaille des Landes Baden-Württemberg
- 12. Juni / 7. Juli 1986: Bürgermedaille der Stadt Stuttgart
- 3. Oktober 1987: Ehrenmedaille der Deutschen Bücherei

## Veröffentlichungen
- Ernst Klett: Was verdanke ich meiner schwäbischen Heimat, wie weit hat sie mich geprägt? In: Schwaben unter sich über sich. Wolfgang Weidlich Verlag, Frankfurt am Main (ohne Jahresangabe).
- Ernst Klett: The Club of Rome: Ansprachen anlässlich der Verleihung des Friedenspreises 1973. ISBN 3-7657-0476-8 (als Vorsteher des Börsenvereins).